# Diogo Dalot
José Diogo Dalot Teixeira vagy egyszerűen Diogo Dalot (Braga, 1999. március 18. –) portugál válogatott labdarúgó, hátvéd, jelenleg a Manchester United játékosa.

## Pályafutása

### Klubcsapatban

#### Porto
Diogo Dalot Braga városában született, majd 2008-ban csatlakozott a Porto ifjúsági akadémiájához, kilencéves korában. 2017. január 28-án debütált a B-csapatban, amikor a Leixões SC ellen 2–1-re megnyert bajnokit kezdőként végigjátszotta.
2017. október 13-án mutatkozott be a Porto első csapatában, a Lusitano ellen 6–0-ra megnyert kupamérkőzésen. 2018 február 18-án először kapott lehetőséget a portugál élvonalban, mikor a Rio Ave elleni 5–0-os győzelem alkalmával a 75. percben csereként pályára lépett.

#### Manchester United
2018. június 6-án a Manchester United hivatalos honlapján jelentette be Dalot leigazolását, aki öt évre szóló szerződést írt alá.
2018. szeptember 19-én mutatkozott be tétmérkőzésen a csapatban, egy Young Boys elleni Bajnokok Ligája csoportmérkőzésen. Első gólját 2020. január 26-án szerezte a Tranmere Rovers ellen az FA-kupában.
Első Premier League-gólját 2023. április 16-án szerezte meg, a Nottingham Forest ellen, századik találkozóján a United színeiben. 2023 májusában szerződést hosszabbított, 2028-ig írt alá. 2023. október 23-án talált be másodjára a Premier League-ben, a tizenhatoson kívülről a jobb felső sarokba tekerve a labdát. A 2023–2024-es szezon végén a csapat játékosai a szezon legjobbjának választották, és az FA-kupát is megnyerte.
A 2025–2026-os szezon előtt mezszámot váltott, átvette a távozó Victor Lindelöf 2-esét.

##### Kölcsönben az AC Milan csapatánál
2020. október 4-én az AC Milan kölcsönvette a szezon végéig. A milánói klub vásárlási opciót is szerzett a játékjogára. Október 22-én, a Celtic elleni 3-1-es győzelem alkalmával mutatkozott be a milánói csapatban az Európa-liga csoportkörében. Október 29-én ő szerezte csapata első gólját a kupasorozatban a cseh Sparta Praha ellen. Három nappal később bemutatkozott a Serie A-ban is. Első gólját 2021. március 7-én szerezte az olasz élvonalban.

### A válogatottban
Dalot tagja volt a 2016-ban U17-es Európa-bajnokságot nyerő portugál csapatnak. A tornán öt találkozón lépett pályára. Ugyanebben az évben az U19-es korosztály kontinenstornáján is lehetőséget kapott, a portugálok itt a negyeddöntőben búcsúztak. Részt vett a 2017-es U20-as labdarúgó-világbajnokságon is.
Tagja volt a 2020-as labdarúgó-Európa-bajnokságon szereplő portugál válogatottnak. João Cancelo pozitív koronavírus-tesztje után került be a keretbe, a kontinenstornán a franciák elleni 2–2-es csoportmérkőzésen lépett pályára. 2024. május 21-én Roberto Martínez szövetségi kapitány kihirdette 26 fős Európa-bajnoki keretét, amelyben ő is szerepelt.

## Statisztika

### Klubcsapatban
2025. április 10-én frissítve.
| Klub                  | Szezon         | Bajnokság      | Bajnokság | Bajnokság | Országos kupa | Országos kupa | Ligakupa | Ligakupa | Európa | Európa | Egyéb | Egyéb | Összes | Összes |
| Klub                  | Szezon         | Bajnokság      | P.        | Gólok     | P.            | Gólok         | P.       | Gólok    | P.     | Gólok  | P.    | Gólok | P.     | Gólok  |
| --------------------- | -------------- | -------------- | --------- | --------- | ------------- | ------------- | -------- | -------- | ------ | ------ | ----- | ----- | ------ | ------ |
| Porto B               | 2016–2017      | LigaPro        | 3         | 0         | —             | —             | —        | —        | —      | —      | —     | —     | 3      | 0      |
| Porto B               | 2017–2018      | LigaPro        | 20        | 2         | —             | —             | —        | —        | —      | —      | —     | —     | 20     | 2      |
| Porto B               | Összes         | Összes         | 23        | 2         | —             | —             | —        | —        | —      | —      | —     | —     | 23     | 2      |
| Porto                 | 2017–2018      | Primeira Liga  | 6         | 0         | 1             | 0             | 0        | 0        | 1      | 0      | —     | —     | 8      | 0      |
| Manchester United     | 2018–2019      | Premier League | 16        | 0         | 2             | 0             | 1        | 0        | 4      | 0      | —     | —     | 23     | 0      |
| Manchester United     | 2019–2020      | Premier League | 4         | 0         | 4             | 1             | 0        | 0        | 3      | 0      | —     | —     | 11     | 1      |
| Manchester United     | 2020–2021      | Premier League | 0         | 0         | 0             | 0             | 1        | 0        | 0      | 0      | —     | —     | 1      | 0      |
| Manchester United     | 2021–2022      | Premier League | 24        | 0         | 2             | 0             | 1        | 0        | 3      | 0      | —     | —     | 30     | 0      |
| Manchester United     | 2022–2023      | Premier League | 26        | 1         | 3             | 0             | 3        | 0        | 10     | 1      | —     | —     | 42     | 2      |
| Manchester United     | 2023–2024      | Premier League | 36        | 2         | 6             | 1             | 2        | 0        | 6      | 0      | —     | —     | 50     | 3      |
| Manchester United     | 2024–2025      | Premier League | 30        | 0         | 3             | 0             | 3        | 0        | 11     | 2      | 1     | 0     | 48     | 2      |
| Manchester United     | Összes         | Összes         | 136       | 3         | 20            | 2             | 11       | 0        | 37     | 3      | 1     | 0     | 205    | 8      |
| AC Milan (kölcsönben) | 2020–2021      | Serie A        | 21        | 1         | 2             | 0             | —        | —        | 10     | 1      | —     | —     | 33     | 2      |
| Karrier összes        | Karrier összes | Karrier összes | 186       | 6         | 23            | 2             | 11       | 0        | 48     | 4      | 1     | 0     | 269    | 12     |

### Válogatottban
2025. március 26-án frissítve.
| Válogatott | Év     | Pályára Lépés | Gól |
| ---------- | ------ | ------------- | --- |
| Portugália | 2021   | 4             | 0   |
| Portugália | 2022   | 6             | 2   |
| Portugália | 2023   | 6             | 0   |
| Portugália | 2024   | 11            | 1   |
| Portugália | 2025   | 2             | 0   |
| Összes     | Összes | 29            | 3   |

#### Gólok
| # | Dátum                | Helyszín                         | Ellenfél   | Eredmény | Végeredmény | Kiírás                            |
| - | -------------------- | -------------------------------- | ---------- | -------- | ----------- | --------------------------------- |
| 1 | 2022. szeptember 24. | Fortuna Aréna, Prága, Csehország | Csehország | 1–0      | 4–0         | 2022–2023-as UEFA Nemzetek Ligája |
| 2 | 2022. szeptember 24. | Fortuna Aréna, Prága, Csehország | Csehország | 3–0      | 4–0         | 2022–2023-as UEFA Nemzetek Ligája |

## Sikerei, díjai
Porto
- Portugál bajnok: 2017–2018[25]

Manchester United
- Angol ligakupa: 2022–2023
- Angol kupagyőztes: 2023–2024

Portugália
- UEFA Nemzetek Ligája: 2024–2025

Portugália U17
- U17-es Európa-bajnok: 2016

Egyéni elismerés
- Manchester United – A játékosok szezon játékosa: 2023–2024
- U17-es labdarúgó-Európa-bajnokság: A torna álomcsapatának tagja, 2016[26]
- U19-es labdarúgó-Európa-bajnokság: A torna álomcsapatának tagja, 2017[27]

## További információ
- Diogo Dalot adatlapja a ForaDeJogo oldalán
- Portuguese League profile (portugálul)
- National team data (portugálul)
- Diogo Dalot – a FIFA adatbázisában